# Kraje v Řecku
Kraje (řecky Περιφέρειες [Periferies]) jsou územní administrativní jednotky nejvyšší úrovně v Řecku. Je jich 13 a každý z nich se dělí na regionální jednotky.

## Mapka krajů
| Map showing modern regions of Greece | 1. Attika / Αττική 2. Střední Řecko / Στερεά Ελλάδα 3. Střední Makedonie / Κεντρική Μακεδονία 4. Kréta / Κρήτη 5. Východní Makedonie a Thrákie / Ανατολική Μακεδονία και Θράκη 6. Epirus / Ήπειρος 7. Jónské ostrovy / Ιόνια νησιά 8. Severní Egeis / Βόρειο Αιγαίο 9. Peloponés / Πελοπόννησος 10. Jižní Egeis / Νότιο Αιγαίο 11. Thesálie / Θεσσαλία 12. Západní Řecko / Δυτική Ελλάδα 13. Západní Makedonie / Δυτική Μακεδονία 14. Klášterní komunita na hoře Athos / Μοναστική Πολιτεία του Αγίου Όρους |
| Mapka ukazuje řecké kraje            | 1. Attika / Αττική 2. Střední Řecko / Στερεά Ελλάδα 3. Střední Makedonie / Κεντρική Μακεδονία 4. Kréta / Κρήτη 5. Východní Makedonie a Thrákie / Ανατολική Μακεδονία και Θράκη 6. Epirus / Ήπειρος 7. Jónské ostrovy / Ιόνια νησιά 8. Severní Egeis / Βόρειο Αιγαίο 9. Peloponés / Πελοπόννησος 10. Jižní Egeis / Νότιο Αιγαίο 11. Thesálie / Θεσσαλία 12. Západní Řecko / Δυτική Ελλάδα 13. Západní Makedonie / Δυτική Μακεδονία 14. Klášterní komunita na hoře Athos / Μοναστική Πολιτεία του Αγίου Όρους |

## Přehled krajů
|    | Kraj                         | Sídlo                 | Rozloha (km²) | Obyvatelé (rezidenti) | Hustota osídlení | Hrubý domácí produkt (miliony €) | Hrubý domácí produkt na obyvatele |
| -- | ---------------------------- | --------------------- | ------------- | --------------------- | ---------------- | -------------------------------- | --------------------------------- |
| 1  | Attika                       | Athény                | 3 808         | 3 812 330             | 1 001,11         | 110 546                          | 28 997                            |
| 2  | Střední Řecko                | Lamia                 | 15 549        | 546 870               | 35,17            | 10 537                           | 19 007                            |
| 3  | Střední Makedonie            | Soluň ( Thessaloniki) | 18 811        | 1 874 590             | 99,66            | 32 285                           | 16 559                            |
| 4  | Kréta                        | Heráklion             | 8 336         | 621 340               | 74,54            | 11 243                           | 18 421                            |
| 5  | Východní Makedonie a Thrákie | Komotiní              | 14 157        | 606 170               | 42,82            | 9 265                            | 15 272                            |
| 6  | Epirus                       | Ioánnina              | 9 203         | 336 650               | 36,58            | 5 079                            | 14 221                            |
| 7  | Jónské ostrovy               | Korfu                 | 2 307         | 206 470               | 89,50            | 4 130                            | 17 726                            |
| 8  | Severní Egeis                | Mytiléna              | 3 836         | 197 810               | 51,57            | 3 330                            | 16 638                            |
| 9  | Peloponés                    | Tripolis              | 15 490        | 581 980               | 37,57            | 9 809                            | 16 580                            |
| 10 | Jižní Egeis                  | Ermupoli              | 5 286         | 308 610               | 58,38            | 7 646                            | 24 828                            |
| 11 | Thesálie                     | Larisa                | 14 037        | 730 730               | 52,06            | 11 608                           | 15 772                            |
| 12 | Západní Řecko                | Patra                 | 11 350        | 680 190               | 59,93            | 10 659                           | 14 332                            |
| 13 | Západní Makedonie            | Kozani                | 9 451         | 282 120               | 29,85            | 5 506                            | 18 786                            |